# Bob Feller
Pour les articles homonymes, voir Feller.
Robert William Andrew Feller (né le 3 novembre 1918 à Van Meter, Iowa - mort le 15 décembre 2010 à Cleveland,) est un lanceur américain de la Ligue majeure de baseball, qui a joué toute sa carrière avec les Indians de Cleveland, entre 1936 et 1956.
Il est le fils de Lena Forret. Il est également connu comme le premier joueur de la MLB s'étant engagé dans l'US Navy après l'attaque de Pearl Harbor ; Il passe ainsi quatre ans au milieu de sa carrière dans la Navy. Il gagne 266 parties pour 162 perdues, soit un pourcentage de 62,1 %. Il gagne au moins vingt parties six saisons et au moins vingt-cinq parties trois saisons. Il mène la ligue américaine sept fois aux retraits sur les prises, lance trois no-hitters et est en égalité avec Nolan Ryan pour le plus grand nombre de parties avec un seul coup sûr permis (12). Il aurait eu besoin de 34 victoires en quatre saisons au milieu de sa carrière pour atteindre la barre de 300 victoires.

## Carrière
Guidé durant sa jeunesse par son père, ancien joueur, Bob Feller se retrouve chez les Cleveland Indians alors qu'il n'a que 17 ans. Et il joue en Ligue majeure, lançant 15 retraits sur prises lors de son premier match, comme lanceur partant le 23 août 1936. Il compte déjà 107 victoires et un no-hitters à 22 ans. Il s'engage alors dans la marine pour quatre ans à l'occasion de la Seconde Guerre mondiale. De retour de l'armée, il lance pour 26 victoires lors la saison 1946.
- Classé 35e pour les victoires
- Classé 112e pour les défaites
- Classé 25e pour les retraits sur les prises
- Classé 5e pour les buts-sur-balles
- Élu 8 fois à l'équipe des étoiles
- Élu au Temple de la renommée du baseball en 1962

Bob Feller reste fameux pour ses prises de position très marquée. Ainsi, en 2006, à l'occasion du refus du Comité du Temple de la renommée d'admettre Buck O'Neil, grand nom des Negro Leagues, il déclare à propos des membres du Comité : « J'en sais plus sur la méthaphysique aristotélicienne et la Théorie des cordes qu'eux sur le baseball » (I know more about Aristotelian metaphysics and string theory than they do about baseball.). 
Il meurt à Cleveland le 15 décembre 2010 .